# Atto di uniformità del 1662
L'Atto di uniformità" è un atto del Parlamento inglese (parte del Codice di Clarendon), promulgato sotto il regno di Carlo II nel 1662. Esso prescriveva la forma di culto pubblico da praticarsi nell'ambito della Chiesa di Inghilterra (anglicana) quale religione di Stato, secondo il formulario del Book of Common Prayer. Esso pure richiedeva l'ordinazione da parte del vescovo di tutti i ministri di culto, re-introdotta dopo che i puritani avevano abolito molte caratteristiche episcopali della chiesa durante la guerra civile.

## Storia
La restaurazione del 1660 pose termine al periodo in cui il Calvinismo puritano era in ascesa nella Chiesa di Inghilterra, sebbene un vasto numero di ministri di culto continuasse a sostenere idee generalmente puritane. Dapprima si sperava che le diverse tendenze potessero essere riconciliate in un nuovo accordo sul modello elisabettiano, ma i negoziati furono sospesi a causa degli episcopaliani di ritorno e dalla riluttanza dei Puritani a compromettere i principi per i quali avevano combattuto durante la guerra civile. Il re continuava a cercare una soluzione che comprendesse tutti meno gli estremisti delle varie fazioni. Questa era la speranza dell'Atto di Uniformità, che ricevette il consenso regale il 19 maggio 1662.
Si decise di rendere il giorno di San Bartolomeo (24 agosto) 1662 il termine ultimo per la sottoscrizione, ma divenne chiaro che un grande numero di ministri di culto per quella data non si erano conformati. Il termine fu così esteso al 25 dicembre 1663 per dare tempo ai vescovi di persuadere gli indecisi. Le pene per non volersi sottomettere a quest'Atto erano molto meno severe che nei precedenti Atti di Uniformità, il che indica forse come il sostegno popolare di questa misura non fosse così grande.
Nell'ambito della Chiesa di Inghilterra l'impatto dottrinale di questo Atto fu quello di rafforzare la posizione dei Trentanove Articoli come l'unica affermazione di fede ed il Book of Common Prayer come la sua espressione cultuale.
Il Book of Common Prayer era essenzialmente protestante come dottrina, sebbene contenesse elementi del cerimoniale introdotti dall'arcivescovo William Laud (1633-1645) nelle controversie che sarebbero risultate nella guerra civile. Con poche piccole modifiche esso rimane a tutt'oggi la versione autorizzata dal parlamento inglese e dalla chiesa anglicana.

## La grande espulsione
Quando l'Atto di uniformità venne ratificato, più di 1700 ministri di culto (il 20% del totale) rassegnarono le dimissioni dalla Chiesa di Inghilterra. Gran parte di questi erano Puritani e pertanto si può affermare che l'Atto rappresenti l'espulsione del Puritanesimo dalla chiesa nazionale. I dissenzienti, com'erano chiamati questi ministri, formarono così chiese proprie, gran parte delle quali ancora esistono come "Chiese libere"(battisti, congregazionalisti e presbiteriani) passando alla storia come "the Great Ejection" (la grande espulsione) del 1662.

## Revisioni
L'Atto di uniformità del 1662 continua ad essere il fondamentale documento costituzionale della Chiesa di Inghilterra sebbene sue diverse parti siano state abrogate o modificate, specialmente dalla metà del XIX secolo.